# Lijst van burgemeesters van Bodegraven-Reeuwijk
Dit is een lijst van burgemeesters van de Nederlandse gemeente Bodegraven-Reeuwijk in de provincie Zuid-Holland. Op 1 januari 2011 werden de gemeenten Bodegraven en Reeuwijk samengevoegd tot de nieuwe gemeente Bodegraven-Reeuwijk.
| Ambtsperiode | Naam burgemeester            | Partij of stroming | Bijzonderheden |
| ------------ | ---------------------------- | ------------------ | -------------- |
| 2011         | J.P.J. (Jan Pieter) Lokker   | CDA                | waarnemend     |
| 2011 - 2021  | C. (Christiaan) van der Kamp | CDA                |                |
| 2021 - 2023  | F.D. (Erik) van Heijningen   | VVD                | waarnemend     |
| 2023 - heden | M.K.A. (Michiel) Grauss      | CU                 |                |